# فنسنت ريتشاردز
فنسنت ريتشاردز (بالإنجليزية: Vincent Richards)‏ مواليد 20 مارس 1903 في نيويورك - الوفاة 28 سبتمبر 1959 في نيويورك، كان لاعب كرة مضرب أمريكي بدأ مسيرته كمحترف سنة 1927 وكان يلعب باليد اليمنى، اعتزل اللعب في 1930. كما أنه أحد أبطال الجراند سلام. أعلى تصنيف له في الفردي كان المركز الـ 2 في سنة 1924. سبق أن شارك في دورة الألعاب الأولمبية الصيفية.

## بطولات حققها
- بطولة ويمبلدون

## النهائيات

### الزوجي: 9 (الألقاب 7, الوصافة 2)
| النتيجة | السنة | البطولة                     | الأرضية | الشريك           | المنافس                         | النتيجة                  |
| ------- | ----- | --------------------------- | ------- | ---------------- | ------------------------------- | ------------------------ |
| الفوز   | 1918  | بطولة أمريكا المفتوحة للتنس | عشبية   | بيل تيلدن        | فريد ألكسندر بيلز رايت          | 6–3, 6–4, 3–6, 2–6, 6–2  |
| الوصافة | 1919  | بطولة أمريكا المفتوحة للتنس | عشبية   | بيل تيلدن        | نورمان بروكس جيرالد باترسون     | 6–8, 3–6, 6–4, 6–4, 2–6  |
| الفوز   | 1921  | بطولة أمريكا المفتوحة للتنس | عشبية   | بيل تيلدن        | واتسون واشبورن آر نوريس ويليامز | 13–11, 12–10, 6–1        |
| الفوز   | 1922  | بطولة أمريكا المفتوحة للتنس | عشبية   | بيل تيلدن        | بات أوهارا وود جيرالد باترسون   | 4–6, 6–1, 6–3, 6–4       |
| الفوز   | 1924  | ويمبلدون                    | عشبية   | فرانسيس هنتر     | واتسون واشبورن آر نوريس ويليامز | 6–3, 3–6, 8–10, 8–6, 6–3 |
| الفوز   | 1925  | بطولة أمريكا المفتوحة للتنس | عشبية   | آر نوريس ويليامز | جون هوكس جيرالد باترسون         | 6–2, 8–10, 6–4, 11–9     |
| الفوز   | 1926  | دورة رولان غاروس الدولية    | ترابية  | هوارد كينزي      | جاك برونون هنري كوشيه           | 6–4, 6–1, 4–6, 6–4       |
| الوصافة | 1926  | ويمبلدون                    | عشبية   | هوارد كينزي      | جاك برونون هنري كوشيه           | 5–7, 6–4, 3–6, 2–6       |
| الفوز   | 1926  | بطولة أمريكا المفتوحة للتنس | عشبية   | آر نوريس ويليامز | ألفريد شابين بيل تيلدن          | 6–4, 6–8, 11–9, 6–3      |

### الزوجي المختلط: 3 (2 اللقب, الوصافة 1)
| النتيجة | السنة | البطولة                     | الأرضية | الشريك            | المنافس                     | النتيجة        |
| ------- | ----- | --------------------------- | ------- | ----------------- | --------------------------- | -------------- |
| الفوز   | 1919  | بطولة أمريكا المفتوحة للتنس | عشبية   | ماريون زينديرستين | فلورنسا بالين بيل تيلدن     | 2–6, 11–9, 6–2 |
| الفوز   | 1924  | بطولة أمريكا المفتوحة للتنس | عشبية   | هيلين ويلز        | مولا مالوري بيل تيلدن       | 6–8, 7–5, 6–0  |
| الوصافة | 1925  | بطولة أمريكا المفتوحة للتنس | عشبية   | إرمينترودي هارفي  | كاثلين مكين جودفري جون هوكس | 2–6, 4–6       |

## الميداليات
| الميدالية | المسابقة                       |
| --------- | ------------------------------ |
| ذهبية     | الألعاب الأولمبية الصيفية 1924 |

## روابط خارجية
- فنسنت ريتشاردز على موقع رابطة محترفي التنس (الإنجليزية)
- فنسنت ريتشاردز على موقع الاتحاد الدولي لكرة المضرب (الإنجليزية)
- فنسنت ريتشاردز على موقع كأس ديفيز (الإنجليزية)
- فنسنت ريتشاردز على موقع قاعة مشاهير كرة المضرب الدولية (الإنجليزية)
- فنسنت ريتشاردز على موقع خلاصة التنس.كوم (الإنجليزية)
- فنسنت ريتشاردز على موقع أوليمبيديا (الإنجليزية)